# Diego Flores (piłkarz)
Diego Alejandro Flores Sánchez (ur. 1 lipca 2001) – salwadorski piłkarz występujący na pozycji lewego obrońcy, reprezentant Salwadoru, od 2021 roku zawodnik Luis Ángel Firpo.